# Eublemma leucodicranon
Eublemma leucodicranon là một loài bướm đêm trong họ Erebidae.